# Tassos Spiliotopoulos
Tassos Spiliotopoulos (griechisch Τάσος Σπηλιωτόπουλος, * 10. Juni 1978 in Athen) ist ein griechischer Jazz- und Fusionmusiker (Gitarre).

## Wirken
Spiliotopoulos war zunächst Mitglied der Thrash- und Death-Metal-Band Flames. 2000 zog er nach London, um am Trinity College of Music bis zum Bachelor zu studieren. Darauf aufbauend absolvierte er den Masterstudiengang der Guildhall School of Music and Drama mit Auszeichnung.
Während seines Aufenthalts in London wurde Spiliotopoulos Teil der britischen Jazzszene, leitete eine eigene Band und arbeitete mit Musikern wie Gary Husband, Asaf Sirkis, Dimitri Vassilakis, John Parricelli, Mike Outram und John Etheridge zusammen. Er gehörte zum Asaf Sirkis Trio, mit dem er drei Alben veröffentlichte. Gemeinsam mit Asaf Sirkis, Robin Fincker und Yaron Stavi gründete er ein Quartett, das 2006 sein Debütalbum Wait for Dusk bei Konnex Records veröffentlichte. Sein zweites Album Archipelagos mit den Gästen Kenny Wheeler und John Parricelli wurde 2010 bei F-IRE Records veröffentlicht und von der internationalen Musikpresse sehr positiv aufgenommen.
Seit 2013 lebt Spiliotopoulos in Stockholm, wo er mit den Musikern Örjan Hultén, Fredrik Rundqvist und Palle Sollinger sein Album In the North (2016) produzierte.  Er ist auch auf einem Album von Anna Stereopoulou zu hören. Mit Arpeggio Chains System legte er überdies ein Lehrvideo vor.